# 奧克丘陵 (加利福尼亞州聖貝納迪諾縣)
奧克丘陵（英語：Oak Hills）是位於美國加利福尼亞州聖貝納迪諾縣的一個人口普查指定地區。

## 地理
奧克丘陵的座標為34°23′24″N 117°24′11″W / 34.39000°N 117.40306°W，而該地最高點為海拔高度1158米（即3799英尺）。

## 人口
根據2010年美國人口普查的數據，奧克丘陵的面積為63.171平方千米，當中陸地面積為63.171平方千米，而水域面積為0.000平方千米。當地共有人口8879人，而人口密度為每平方千米140人。